# Hinang
Hinang ist ein Dorf und Ortsteil der Gemeinde Sonthofen im schwäbischen Landkreis Oberallgäu in Bayern.

## Geschichte
Auf einem bewaldeten Hügel oberhalb des Dorfes befindet sich der Burgstall Hinang. Das erstmals 1161/66 erwähnte Geschlecht der Herren von Huginanc ging möglicherweise aus einer Seitenlinie der Freiherren von Rettenberg hervor. 1335 erwarb der Augsburger Bischof Ulrich II. von Schönegg Burg und Herrschaft Hinlang für 1800 Pfund. 1384 erhielt das Pfandlehen Johann von Ellerbach. 1424 wurde der Burgstall an „Bürlin von Sunthofen“ verpfändet. Bis zur Säkularisation in Bayern übte das Hochstift Augsburg die Grundherrschaft über den Ort aus, der zum Pflegeamt Sonthofen-Rettenberg gehörte. Hinang ist eine Filiale der Pfarrei St. Peter und Paul in Altstädten. Mit dem Reichsdeputationshauptschluss von 1803 kam der Ort zu Bayern. Am 1. Januar 1976 erfolgte die Eingemeindung nach Sonthofen. 

## Sehenswürdigkeiten
- Kapelle St. Martin, errichtet 1686/88[3]
- Hinanger Wasserfall

Siehe auch: Liste der Baudenkmäler in Hinang